# Gran Bretagna ai XXII Giochi olimpici invernali
Il Regno Unito ha partecipato ai XXII Giochi olimpici invernali, che si sono svolti dal 7 al 23 febbraio a Soči in Russia, con una delegazione composta da 56 atleti.

## Medaglie

### Medagliere per discipline
| Sport     | Oro | Argento | Bronzo | Totale |
| --------- | --- | ------- | ------ | ------ |
| Skeleton  | 1   | 0       | 0      | 1      |
| Curling   | 0   | 1       | 1      | 2      |
| Snowboard | 0   | 0       | 1      | 1      |
| Bob       | 0   | 0       | 1      | 1      |
| Totale    | 1   | 1       | 3      | 5      |

### Medaglie d'oro
| Medaglia | Nome              | Sport    | Evento            |
| -------- | ----------------- | -------- | ----------------- |
| Oro      | Elizabeth Yarnold | Skeleton | Singolo femminile |

### Medaglie d'argento
| Medaglia | Nome          | Sport   | Evento          |
| -------- | ------------- | ------- | --------------- |
| Argento  | Gran Bretagna | Curling | Torneo maschile |

### Medaglie di bronzo
| Medaglia | Nome          | Sport     | Evento               |
| -------- | ------------- | --------- | -------------------- |
| Bronzo   | Gran Bretagna | Curling   | Torneo femminile     |
| Bronzo   | Jenny Jones   | Snowboard | Slopestyle femminile |

## Bob
| Gara                   | Equipaggio                                                | Manche 1 | Manche 2 | Manche 3 | Manche 4    | Totale  | Posizione |
| ---------------------- | --------------------------------------------------------- | -------- | -------- | -------- | ----------- | ------- | --------- |
| Bob a due maschile     | Lamin Deen John Baines                                    | 57"54    | 57"81    | 57"38    | non partiti | 2'52"73 | 23        |
| Bob a quattro maschile | John James Jackson Bruce Tasker Stuart Benson Joel Fearon | 55"26    | 55"27    | 55"31    | 55"26       | 3'41"10 | 5         |
| Bob a quattro maschile | Lamin Deen Andrew Matthews John Baines Ben Simons         | 55"91    | 55"60    | 56"06    | 55"95       | 3'43"52 | 19        |
| Bob a due femminile    | Paula Walker Rebekah Wilson                               | 58"36    | 58"40    | 58"88    | 58"60       | 3'54"24 | 12        |

## Curling
La nazionale britannica è riuscita a qualificarsi con entrambi i team:
- Torneo maschile ( 5 Atleti)
- Torneo femminile (5 Atleti)

## Pattinaggio di figura
La Gran Bretagna schiererà:
- 1 Donna
- Danza sul ghiaccio : 1 Coppia

## Sci alpino
La Gran Bretagna ha diritto a schierare:
- 4 Uomini
- 2 Donne

## Skeleton
| Gara              | Atleta            | Manche 1 | Manche 2 | Manche 3 | Manche 4 | Totale  | Posizione |
| ----------------- | ----------------- | -------- | -------- | -------- | -------- | ------- | --------- |
| Singolo maschile  | Kristan Bromley   | 57"24    | 57"02    | 57"17    | 56"74    | 3'48"17 | 8         |
| Singolo maschile  | Dominic Parsons   | 57"23    | 57"17    | 57"00    | 56"96    | 3'48"36 | 10        |
| Singolo femminile | Elizabeth Yarnold | 58"43    | 58"46    | 57"91    | 58"09    | 3'52"89 |           |
| Singolo femminile | Shelley Rudman    | 59"46    | 59"33    | 58"82    | 58"86    | 3'56"47 | 16        |